# Глазков Василь Антонович
Глазко́в Васи́ль Анто́нович (нар. 1 серпня 1909, Дебальцеве — 12 травня 1992, Азов) — радянський футболіст, що виступав на позиції правого захисника. Відомий передусім завдяки виступам у складі київського «Динамо». Учасник Другої Світової війни. Після завершення активних виступів розпочав тренерську кар'єру.

## Життєпис
Глазков народився у місті Дебальцеве (нині — Донецька область, Україна). Його першими клубами стали таганрозькі «Ленінець» та «Динамо», а потім грав за збірну Чорноморського флоту. Більшість кар'єри футболіста пройшла в «Динамо» (Ростов-на-Дону), в 1936 році він також виступав за «Стахановець» (нині — «Шахтар» (Донецьк). У 1938 році з ростовським «Динамо» він вперше взяв участь у вищій лізі СРСР, де провів 18 матчів і забив один гол.
У 1940 році Глазков перейшов у «Динамо» (Київ). Трьома роками раніше він уже запрошувався до київського клубу зіграти проти збірної Басконії під час турне останньої по СРСР. У тому матчі «Динамо» програло з рахунком 1:3. У 1942 році кар'єра Глазкова перервалася через німецько-радянську війну, учасником якої йому довелося стати. Після війни він зіграв п'ять матчів у дублі «Динамо», потім завершив кар'єру.
У 1958 році Василь Антонович переїхав з Таганрога до Азова, де розпочав тренувати заводський колектив НПО — «Дон».
29 квітня 2013 року в Донецьку в парку імені Щербакова було відкрито березову Алею Пам'яті на честь 32 футболістів донецького «Шахтаря», що брали участь у боях Другої світової війни. До числа вшанованих футболістів потрапив і Василь Глазков.